# Awantjish (canton)
Awantjish est un canton canadien de l'est du Québec situé dans la région administrative du Bas-Saint-Laurent dans la vallée de la Matapédia. Le canton est situé près des rivières Sayabec et Saint-Pierre. Il fut proclamé officiellement le 24 avril 1880. Il couvre une superficie de 18 980 hectares.

## Toponymie
Le toponyme Awantjish a pour origine le terme malécite « Aoagantjitj ». Étant donné que les Micmacs ne prononçant presque pas la syllabe « ga », le terme a pris sa forme actuelle et a pour signification « brume » ou « petit portage ».